# Храм Мины, Виктора и Викентия (Тверь)

Церковь Мины, Виктора и Викентия — православный храм в Твери. Расположен на улице Кропоткина в районе Затверечье.

## История
Впервые храм Мины, Виктора и Викентия упоминается в писцовых книгах за 1628 год. Современная каменная церковь была построена в 1805 году. Храм был покрыт тёсом, колокольня была деревянной. В 1819 году была построена каменная колокольня, а 1823 году тёсовую крышу на храме заменили на железною. В 1828 году храм был расписан. В 1858 году с северной стороны по желанию прихожан был пристроен придел Введения во храм Пресвятой Богородицы.
Трапезная, придел и колокольня были уничтожены советскими властями в 1940—1960-х годах. В советское время храм использовался не по назначению.
В 1976—1977 годах была проведена частичная реставрация храма.

## Архитектура
Храм построен в формах, переходных от барокко к классицизму. Памятник архитектуры регионального значения.
Храма типа восьмерик на четверике, при этом восьмерик в полтора раза выше несущего объёма. Симметричные фасады четверика разделены лопатками. На каждой грани восьмерика арочные окна прикрыты сдвоенными пилястрами.

## Галерея

Храм Мины, Виктора и Викентия в Твери.
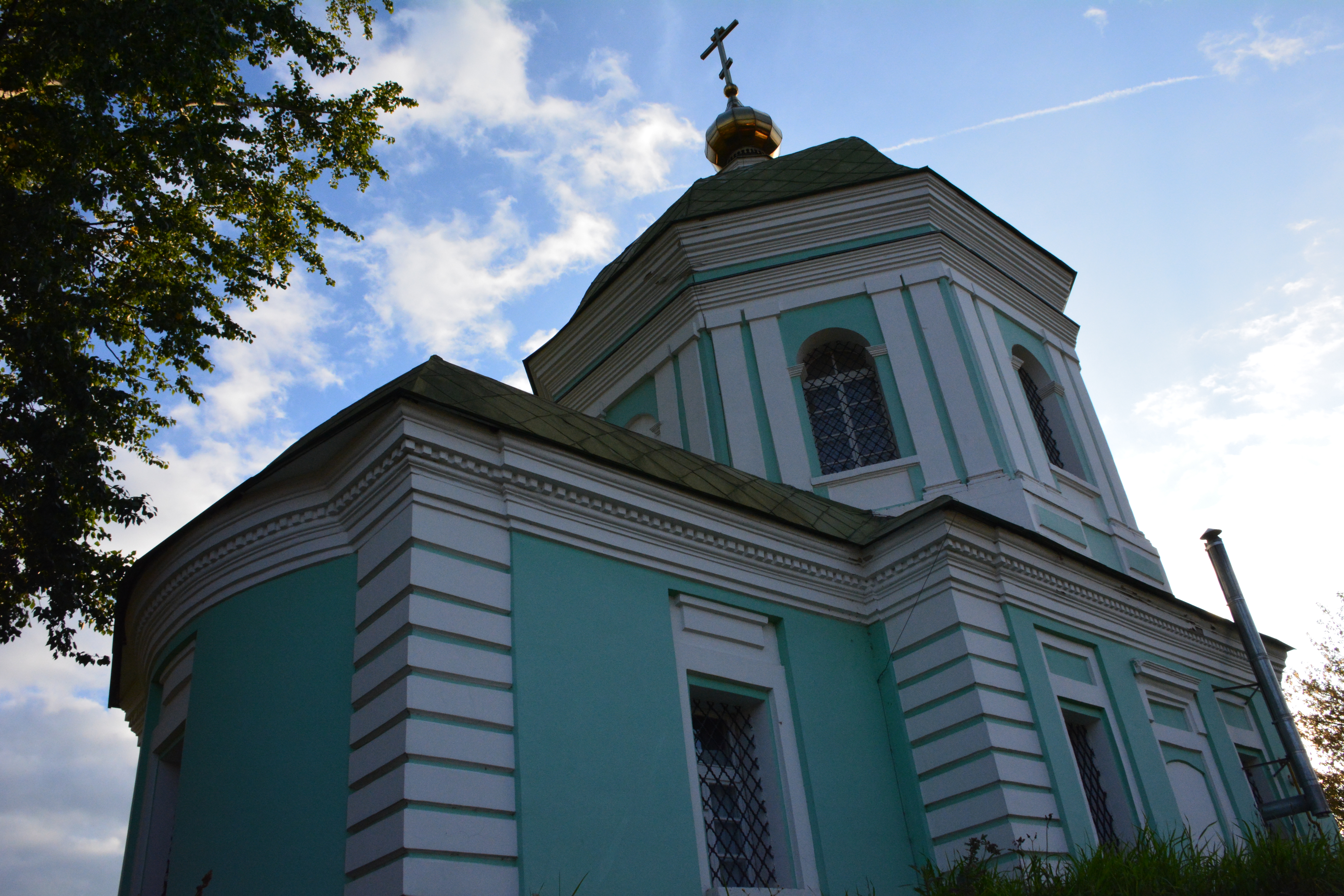
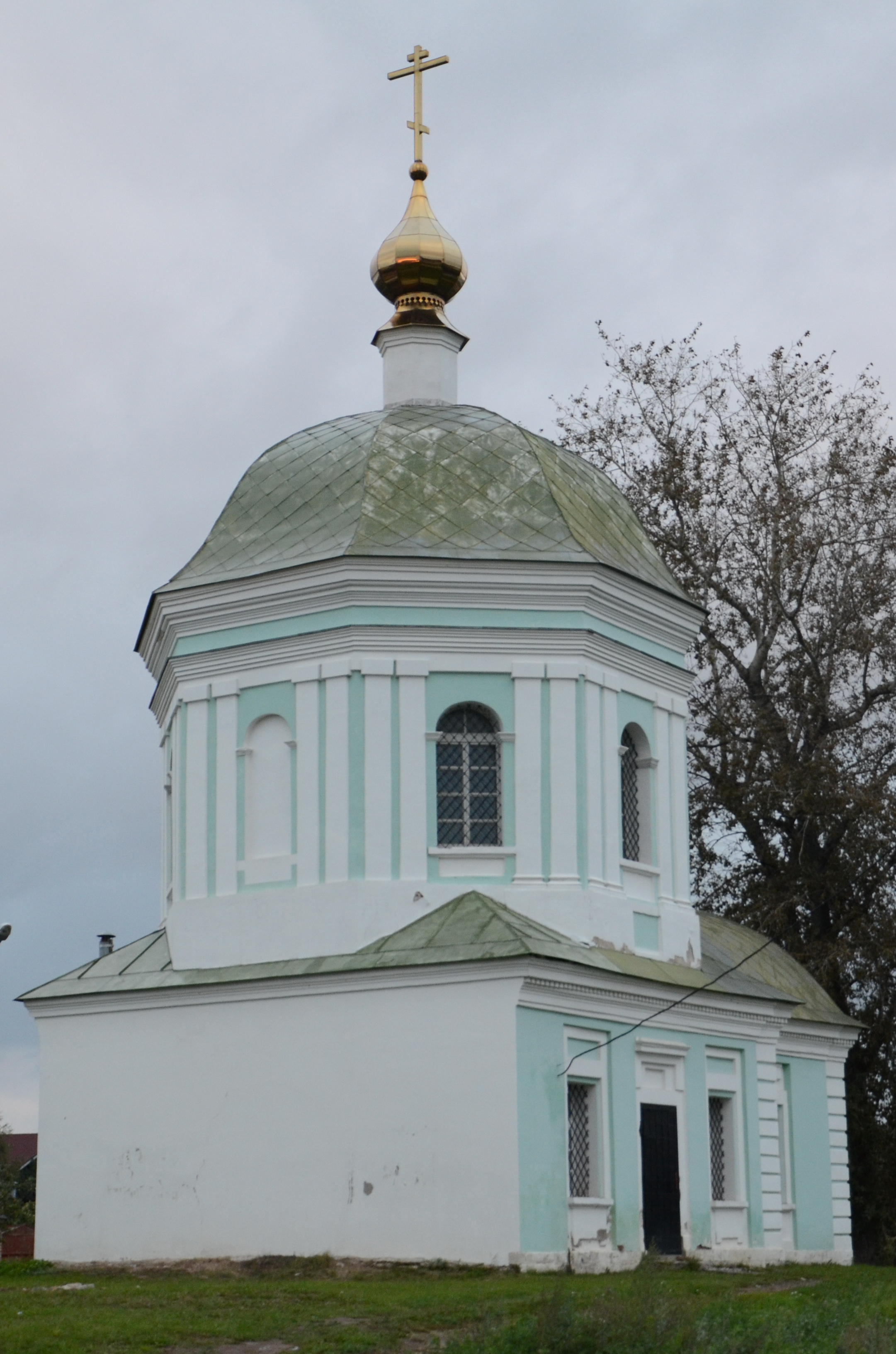
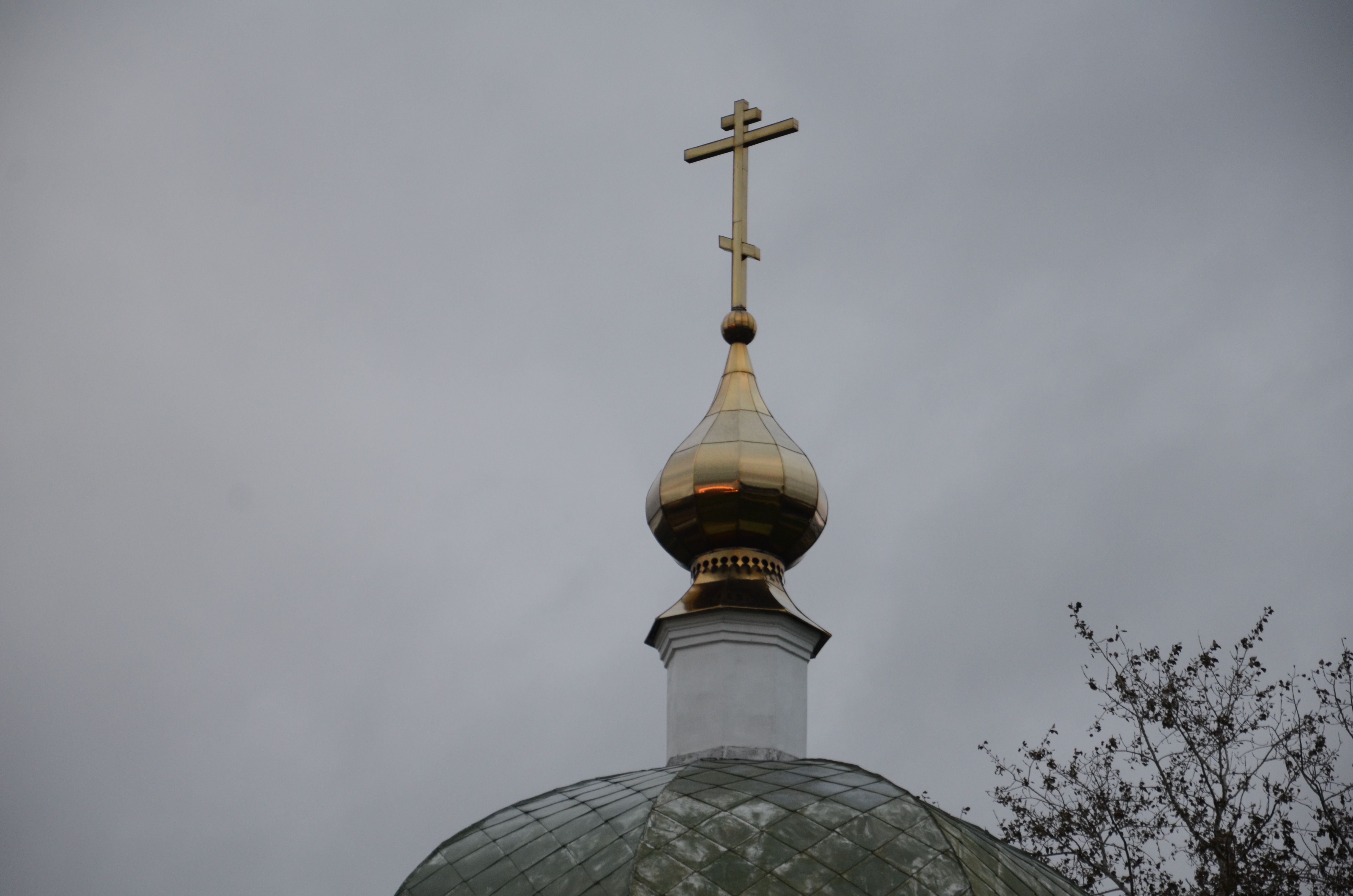